# 帕维尔·尤金
帕维尔·费奥多罗维奇·尤金（俄语：Павел Фёдорович Юдин，1899年9月6日—1968年10月4日），苏联哲学家，外交官。哲学博士学位，教授，苏联科学院院士。曾任红色教授学院院长；苏联科学院哲学研究所所长；苏联驻华特命全权大使等职务。

## 生平
- 1899年9月6日出生于下诺夫哥罗德省谢尔加奇区阿普拉克西诺村的一个金矿工人家庭。早年曾为当地富农务工。1912年毕业于当地小学。
- 1912年6月-1914年10月，当地农场务农。
- 1914年11月-1917年7月，下诺夫哥罗德机械厂机械车工学徒、金属车工。1917年加入共青团。
- 1917年7月-1919年4月，莫斯科-下诺夫哥罗德铁路车工。1918年10月加入俄共（布）。
- 1919年4月-1921年11月，苏俄红军服役，任伏尔加军区第1步兵团政委、第57师组织部长。参加东线与高尔察克白军部队的战斗。
- 1921年12月-1924年5月，彼得格勒共产主义大学哲学系学习。
- 1924年6月-12月，联共（布）诺夫哥罗德省委宣传鼓动部副部长。
- 1925年1月-11月，诺夫哥罗德省《红星报》编辑。
- 1925年12月-1927年7月，联共（布）诺夫哥罗德省委宣传鼓动部长。
- 1927年8月-1931年8月，莫斯科红色教授学院哲学系学习。
- 1931年9月-1932年2月，联共（布）中央马恩列思想研究所哲学系主任。
- 1932年3月-1938年，红色教授学院院长。期间，1933年-1937年，《文学评论家》杂志主编。1933年8月-1934年8月，苏联作家协会组织委员会执行书记，参加作家协会的创建工作。1934年9月-1935年5月，联共（布）中央委员会列宁主义文化宣传部副部长。1935年6月-1937年11月，联共（布）中央新闻出版部副部长。1936年获哲学博士学位。
- 1938年3月-1946年10月，俄罗斯苏维埃联邦社会主义共和国国家出版局联合总处处长。期间，1938年-1944年5月，苏联科学院哲学研究所所长。1939年1月当选苏联科学院通讯院士。
- 1943年-1948年，莫斯科大学马列主义系主任。
- 1946年-1953年，《苏联图书》杂志主编。
- 1947年10月-1953年4月，共產黨情報局机关刊物《争取持久和平，争取人民民主！》杂志主编。期间，1952年10月-1953年2月，苏共中央主席团（政治局）思想问题常务委员会委员。
- 1953年4月-8月，苏联驻德国管制委员会政治顾问。
- 1953年8月-12月，苏联驻德国副高级专员。1953年10月当选苏联科学院院士。[2]
- 1951年-1960年，《苏联大百科全书》编委会成员。
- 1953年12月-1959年10月，苏联驻华特命全权大使。[3]在此职位上，他反对苏共中央去斯大林化的路线，激怒了赫鲁晓夫。1957年，他下令拆除驻北京俄罗斯教会传教团境内的圣殉道者教堂。
- 1960年-1968年，苏联科学院哲学研究所高级研究员。期间，1961年-1963年，苏联科学院主席团成员。1963年-1968年，苏联科学院哲学与法律系学部成员，参加了苏联科学院编辑和出版委员会工作，他负责科普文学和世界哲学经典系列读物的出版。1964年-1965年，莫斯科师范学院马列主义系教授。
- 1968年4月10日于莫斯科逝世，享年68岁。葬于新圣女公墓。

尤金是联共（布）17大，苏共20-21大代表；第19-21届中央委员，第19届中央主席团（政治局）候补委员；第3-4届苏联最高苏维埃联盟院代表。

## 出使中国
1949年12月至1950年2月，毛泽东访问苏联，强烈感受到苏联方面对中国共产党和新中国政权的不信任，为此要求联共 (布)派一名马克思主义者作为联共中央代表来考察中国的实际情况并且了解中共的理论工作者包括毛泽东本人的著作。1950年7月，尤金前来北京帮助编辑《毛泽东选集》，实际上担任了斯大林在中国的私人代表，其所撰写的有关中国情况的报告成为斯大林了解中国情况的重要来源并对斯大林关于中国和毛泽东的判断产生了重大影响。中国开始抗美援朝战争并在全国掀起抗美援朝战争运动后，1950年10月29日至12月3日，尤金前往南京、上海、杭州、广州、汉口、武昌、西安等地考察、座谈，在大学做报告和演讲，参观了一些工厂和农村，同当地的知识分子、民族资产阶级、工人、农民座谈。1950年12月15日，尤金致函毛泽东通报了考察的情况，点评了中国知识分子的倾向，把中国知识分子分为三类：
- 马克思主义知识分子
- 想要学习马克思主义但却很少阅读马克思主义著作并且对马克思主义懂得不多的知识分子
- 非马克思主义的知识分子。“几乎公开敌视马克思主义、不承认马克思主义并且也不想承认马克思主义”“我在杭州和广州的传教士大学遇到过这类知识分子。他们公然认为，美国的文化是最高水平的文化，他们认为，中国人民最需要的是这种‘文化’。他们就是以敌视共产主义和新中国的方式培养大学生的”“我无法判断，有多少所传教士大学在培养中国所需的专家，但是，有一点是没有疑义的，它们培养的是共产主义的有文化的敌人和新中国的政治反对者”。1950年12月29日，政务院会议听取并同意了政务院副总理兼政务院文化教育委员会主任郭沫若提出的《关于处理接受美国津贴的文化教育救济机关及宗教团体的方针的报告》，提出了对这类机关团体“实行完全自办”的处理方针，要“把一百年来美国帝国主义对中国人民的文化侵略，最后地、彻底地、永远地、全部地加以结束”。

尤金回国后，斯大林问尤金：“中国同志是不是（真正的）马克思主义者？”尤金做了肯定的回答。斯大林说：“这很好！可以放心了。”

## 荣誉
- 参与编撰的《哲学史》第1-2卷获1943年斯大林奖一等奖
- 参与编撰的《列宁主义思想的伟大力量》获1950年苏联科学院主席团奖
- 两次列宁勋章（1949,1959）
- 两次劳动红旗勋章（1945,1953）
- 保卫莫斯科奖章（1944）
- 1941-1945年伟大卫国战争战胜德国奖章（1945）
- 1941-1945年伟大卫国战争中忘我劳动奖章（1945）
- 莫斯科建城八百周年奖章（1947）